# پردیس سینمایی میکا مال
پردیس سینمایی میکا مال یک پردیس سینمایی در کیش، ایران است.
این پردیس سینمایی که در اسفند ۱۴۰۱ با سه سالن سینما با ظرفیت ۳۴۵ صندلی افتتاح شده‌است.